# Экономика Кувейта
Основу экономики Кувейта составляет добыча нефти (с 1946 года).
У Кувейта имеются два государственных суверенных фонда (Фонд будущих поколений и …), их стоимость составляет 527 млрд долларов. Принято правило обязательного отчисления в фонд 10 % от нефтяной выручки.
Экономика Кувейта — небольшая, но богатая экономика, основанная на нефти. Кувейтский динар — самая дорогая денежная единица в мире. Ненефтяные отрасли включают финансовые услуги. По данным Всемирного банка, Кувейт занимает четвертое место в мире по уровню доходов на душу населения. Кувейт — вторая по величине страна ССЗ на душу населения (после Катара).

## История
Во время войны с Ираком экономика Кувейта сильно пострадала из-за того, что Ирак преднамеренно осуществил сброс миллионов тонн нефти в Персидский залив.

## Промышленность
Кувейт является крупным экспортером нефти. Развиты также нефтепереработка и нефтехимия.
Добыча нефти обеспечивает 50 % ВВП Кувейта, её доля в экспорте страны составляет 90 %. Ежегодная добыча нефти составляет порядка 100 млн тонн, природного газа более 4,5 млрд кубометров.
На территории государства разрабатываются уникальные по запасам нефтяные месторождения Большой Бурган и Сафания-Хафджи.
Также развиты производство стройматериалов, удобрений (удобрения составляют важную составную часть экспорта страны), пищевая промышленность.
Осуществляется опреснение морской воды, по которому Кувейт является лидером.
Также развита добыча жемчуга.
В данное время Кувейт развивает и другие отрасли промышленности, не связанные с нефтью.[какие?]

## Энергетика

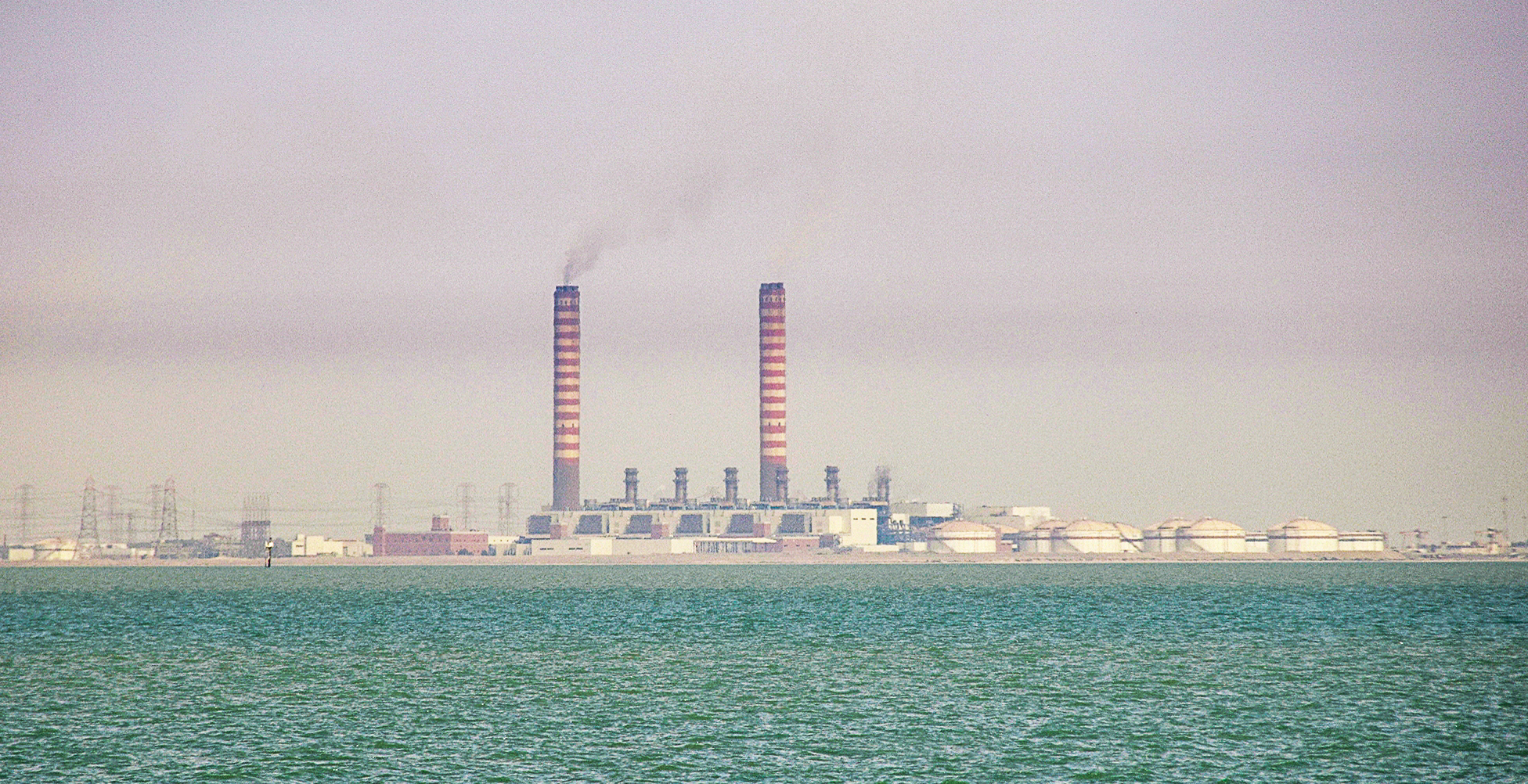
Нефтеперерабатывающая электростанция «Субия» в Кувейте

Суммарные запасы энергоносителей оцениваются в размере 24,561 млрд тут (в угольном эквиваленте). На конец 2019 года электроэнергетика страны в соответствии с данными EES EAEC характеризуется следующими показателями. Установленная мощность — нетто электростанций — 19 371 МВт, в том числе: тепловые электростанции, сжигающие органическое топливо (ТЭС) — 99,5 % , возобновляемые источники энергии (ВИЭ) — 0,5 %. Производство электроэнергии-брутто — 75 184 млн. кВт∙ч, в том числе: ТЭС — 99,9 %, ВИЭ — 0,1 %. Конечное потребление электроэнергии — 43 777 млн. кВт∙ч, из которого: бытовые потребители — 61,7 %, коммерческий сектор и предприятия общего пользования — 35,2 %, сельское, лесное хозяйство и рыболовство — 3,1 %. Показатели энергетической эффективности: в 2019 году душевое потребление валового внутреннего продукта по паритету покупательной способности (в номинальных ценах) — 45 852 долларов, душевое (валовое) потребление электроэнергии — 9166 кВт∙ч, душевое потребление электроэнергии населением — 5656 кВт∙ч. Число часов использования установленной мощности-нетто электростанций — 3453 часов

## Сельское хозяйство
Большую часть территории Кувейта составляет пустыня и засушливые земли, что сужает развитие сельского хозяйства, для обработки пригоден 1 % территории.
Развито скотоводство, которое до открытия нефтяных месторождений в Кувейте было главным занятием его жителей.

## Транспорт
Морской торговый флот 212 судов.
Длина автодорог 4273 км. Количество автомобилей около 0,5 млн ед.
Международный аэропорт в Эль-Кувейте.

## Доходы населения
На 2017 год минимальный размер оплаты труда составил 60 динаров в месяц, что составляет $216 долларов США.

## ВВП страны
ВВП: 135 млрд долл (2019 г.) ВВП (ППС): 308,67 млрд долл.